# Cola

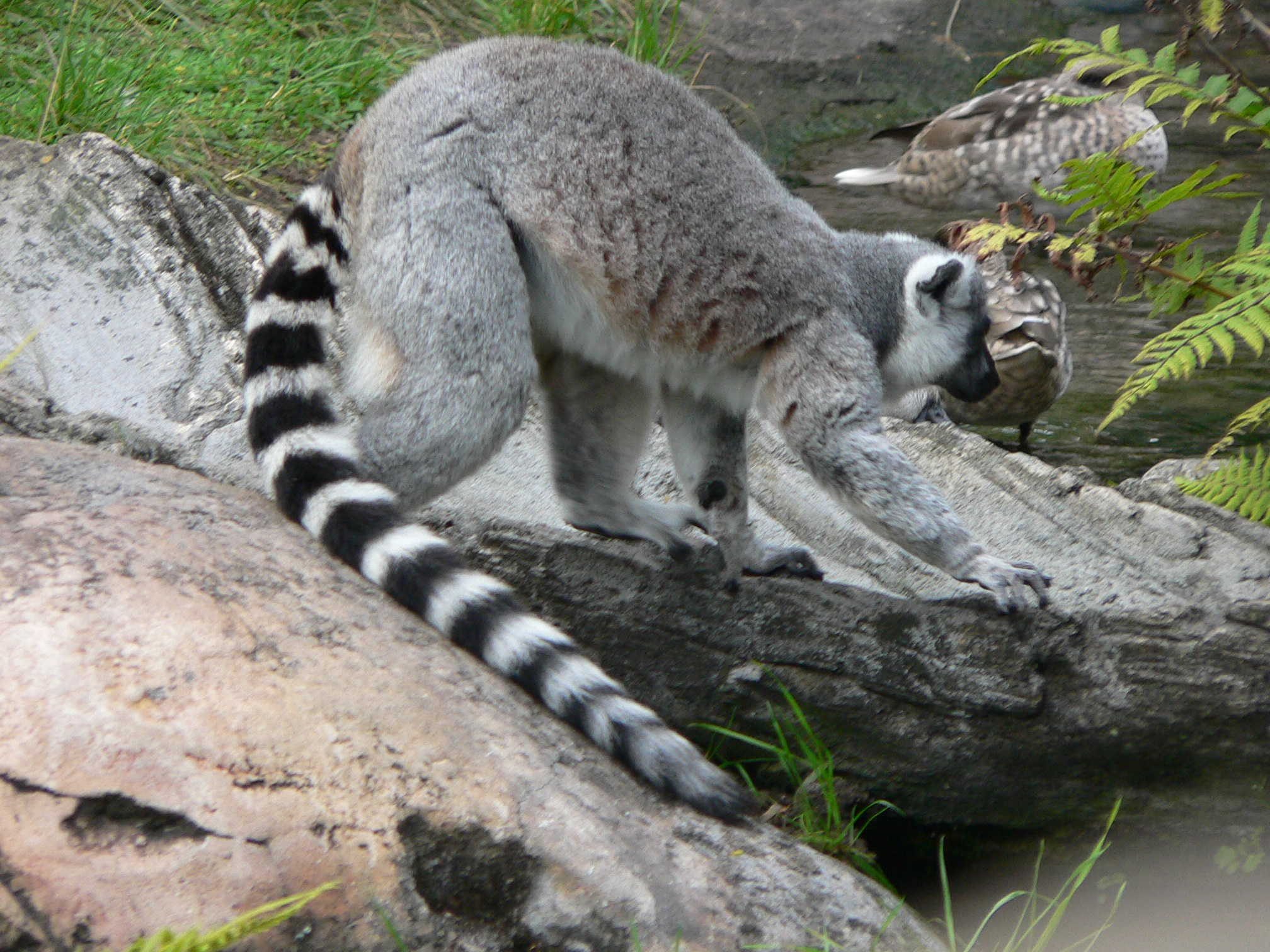
Ejemplo de cola de un lemúrido.

La cola o rabo es el extremo posterior del cuerpo y de la columna vertebral de algunos animales, especialmente cuando este forma un apéndice flexible y distinguible del torso. Los rabos son casi exclusivos de los cordados, sin embargo, algunos invertebrados tienen apéndices similares a rabos, como la del uropigio, algunos hemicordados y la del colémbolo.

## Función
Las colas desempeñan diversas funciones en los animales. Estas son usadas por peces y otras formas de vida marina para la locomoción, mientras que algunos animales terrestres las usan para mantener el equilibrio (por ejemplo gatos) e incluso para el agarre (por ejemplo primates).
Se pueden usar también para señales sociales, como los venados para indicar un posible peligro. Las diferentes presiones evolutivas han llevado a que se originen colas con las que se puede atacar, algunas de ellas con veneno, como ocurre con los escorpiones.
Algunos lagartos pueden soltar permanentemente la cola de ser necesario, con el objetivo de escapar de un agarre o de distraer a un depredador por el tiempo suficiente. Generalmente la cola vuelve a crecer con el tiempo, casi siempre más oscura que la original.
En la mayoría de las aves, la cola está conformada de plumas de mayor longitud, cuya función es actuar de "timón" para balancear y guiar al animal en el vuelo, y para ayudar al equilibrio cuando se posan en las ramas.
Algunos mamíferos como las zarigüeyas tienen capacidad prensil, utilizándola en muchos casos para transportar el material con el que construir el nido.

## En el ser humano
Los embriones humanos tienen una cola que mide cerca de un sexto del tamaño del propio embrión. Conforme este deviene en un feto, la cola es absorbida por el cuerpo en crecimiento. Este rabo es, por lo tanto, una estructura vestigial de los humanos; un atavismo. En raras ocasiones nacen niños con "colas blandas" que no contienen vértebras, solo vasos sanguíneos, músculos, y nervios; hay sin embargo poquísimos casos documentados de colas con cartílago o hasta cinco vértebras. Actualmente los médicos pueden eliminar una cola al momento del nacimiento.
La cola humana más larga de la que se tenga registro pertenecía a un muchacho de doce años en la entonces Indochina Francesa, y medía 229 mm (nueve pulgadas).
Los seres humanos tienen un hueso caudal (el cóccix) pegado a la pelvis, en el mismo lugar donde otros mamíferos tienen cola. Este hueso está formado de vértebras fusionadas, usualmente cuatro, al final de la columna vertebral y no sobresale externamente, aunque sí conserva un propósito anatómico: servir de sostén para músculos como el glúteo mayor.

## Amputación
La caudectomía, descole o raboteo, es la práctica de amputarle el rabo a un animal con fines estéticos principalmente. Se da en perros, gatos, cerdos, ovejas y cabras entre otros animales. Se considera una práctica de crueldad hacia los animales y está prohibida en varios países (solo perros). La amputación de la cola se da en una de dos maneras: un método es restringir el suministro de sangre a la cola con una ligadura de goma durante unos días hasta que la cola se caiga. Otro método consiste en cercenarla con unas tijeras quirúrgicas, un bisturí o unas pinzas de burdizzo. La longitud a la que se amputan las colas varía según la raza, y a menudo se especifica en el estándar de la raza.